# Diederik Gelderman
Diederik Gelderman is een Nederlands acteur en stemacteur. Hij is de zoon van Arnold Gelderman, die eveneens stemacteur is.

## Stem
Diederik heeft onder andere de volgende stemmen gespeeld:
- Johan (uit Johan en Pirrewiet en De Smurfen)
- Guus Geluk (uit DuckTales, 1987)
- Prikkertje (uit Frank en Frey, 1981)
- Prins Erik (uit De kleine zeemeermin, 1989 en De kleine zeemeermin (animatieserie), 1997)
- Sergeant Rubber Haai (uit Toy Story, 1995)

## Televisie
Diederik heeft onder andere de volgende rollen gespeeld:
- ? (in Het Gelukzalig lijden van Derek Beaujon) (1991)
- Agent (in Flodder (één episode genaamd Korte Metten)) (1993)
- Roy van Bergen in de TV serie Goudkust (1997)
- Arie (in Oppassen!!! (één episode genaamd Sugar Baby)) (1998)